# Croton scabiosus
Espèce
Croton scabiosus est une espèce de plantes à fleurs du genre Croton et de la famille des Euphorbiaceae, présente en Inde (Ghâts orientaux).
Il a pour synonyme :
- Oxydectes scabiosa, (Bedd.) Kuntze